# Hrvatska na Svjetskom prvenstvu u atletici 2011.
Hrvatska se kao država članica IAAF-a natjecala na Svjetskom prvenstvu u atletici 2011. u Daeguu u Južnoj Koreji, od 27. kolovoza do 4. rujna, sa šest predstavnika. Srebrno i jedino odličje osvojila je Blanka Vlašić u disciplini skok u vis.

## Osvajači odličja
| Odličje | Atletičar     | Disciplina | Nadnevak | Rezultat |
| ------- | ------------- | ---------- | -------- | -------- |
| srebro  | Blanka Vlašić | skok u vis | 3. rujna | 203 cm   |

## Rezultati

### Muškarci

#### Bacačke i skakačke discipline
| Atletičar     | Disciplina      | Kvalifikacije | Kvalifikacije | Završnica | Završnica |
| Atletičar     | Disciplina      | Duljina       | Pozicija      | Duljina   | Pozicija  |
| ------------- | --------------- | ------------- | ------------- | --------- | --------- |
| Roland Varga  | bacanje diska   | 59,09         | 31.           | DNA       | DNA       |
| Martin Marić  | bacanje diska   | 60,61         | 27.           | DNA       | DNA       |
| Andraš Haklić | bacanje kladiva | 70,93         | 25.           | DNA       | DNA       |

### Žene

#### Trkačke discipline
| Atletičar       | Disciplina             | Eliminacije | Eliminacije | Poluzavršnica | Poluzavršnica | Završnica | Završnica |
| Atletičar       | Disciplina             | Vrijeme     | Plasman     | Vrijeme       | Plasman       | Vrijeme   | Plasman   |
| --------------- | ---------------------- | ----------- | ----------- | ------------- | ------------- | --------- | --------- |
| Nikolina Horvat | 400 metara s preponama | 56,60       | 23. q       | 57,02         | 22.           | DNA       | DNA       |
| Lisa Stublić    | maraton                | N/A         | N/A         | N/A           | N/A           | 2:36:31   | 27.       |

#### Bacačke i skakačke discipline
| Atletičar     | Disciplina | Kvalifikacije | Kvalifikacije | Završnica | Završnica |
| Atletičar     | Disciplina | Visina        | Pozicija      | Visina    | Pozicija  |
| ------------- | ---------- | ------------- | ------------- | --------- | --------- |
| Blanka Vlašić | skok u vis | 195           | 1. Q          | 203       | 2.        |